# Quercus shumardii
Quercus shumardii — вид рослин з родини Букові (Fagaceae); поширений у Канаді й США.

## Опис
Це велике дерево, що досягає висоти 35–45 м. Крона відкрита, широко розкинута. Кора гладка, сіра, перетворюючись на блискучі пасма та темні борозни. Гілочки від сірих до блідо-коричневих, із зірчастим запушенням. Бруньки блідо-сіро-коричневі, ніколи не іржаві, без волосся, еліпсоїдні. Листки 8–18 × 6–15 см; 4–7 пар зубчастих часточок із глибокими пазухами; верхівка госта; основи від тупих до гострих; блискучі темно-зелені, без волосся зверху й бліді, гладкі знизу з деякими пахвовими пучками іржавих волосків; червоні восени; ніжки листків без волосся, 2–6 см завдовжки. Жолуді завдовжки 1.8–2.8 см, з темно-коричневими прожилками; ніжки короткі; чашечка охоплює 1/4 горіха, сірувато запушена. Рослина листопадна. Жолуді дворічні.
Період цвітіння: весна.

## Середовище проживання
Поширений на південному сході Онтаріо (Канада), у центральних і східних частинах США.
Цей вид росте на вологих, добре дренованих ґрунтах низин, берегів річок і помірно вологих схилах, хоча він лише слабо переносить повені; висота: 0–500 м. Цей вид, як правило, широко розташований і не утворює чистих насаджень.

## Використання
Висаджується як декоративне тіньове дерево, добре підходить для цього через неглибоку кореневу систему та помірно швидкий ріст. Деревина є крупнозернистою, міцною і важкою; застосовується для меблів, шаф, внутрішньої обробки.

## Загрози
Чутливий до хвороби, спричиненої грибком Ceratocystis fagacearum. Крім того, великою загрозою для виду є зміни клімату.

## Галерея

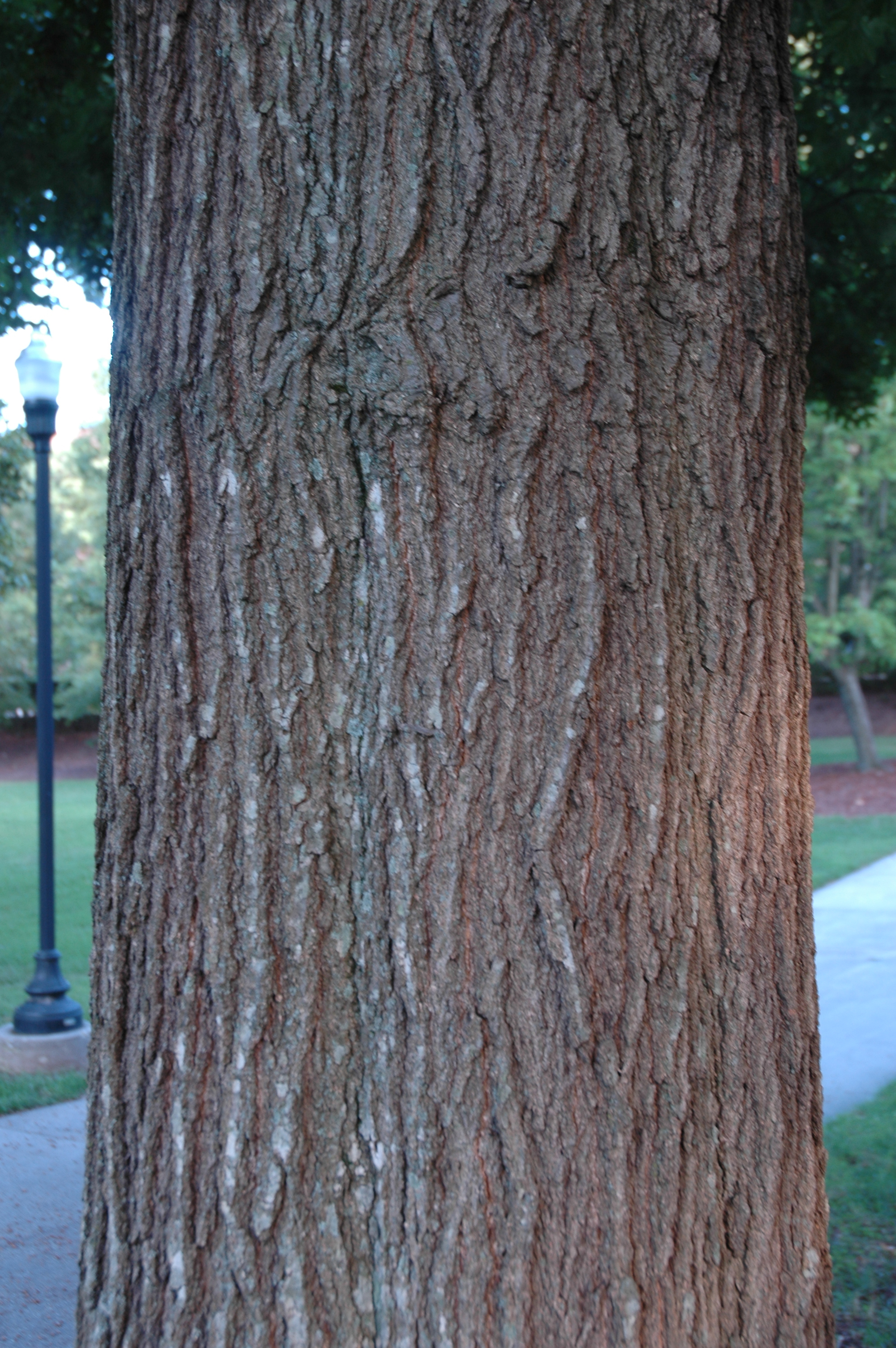
стовбур
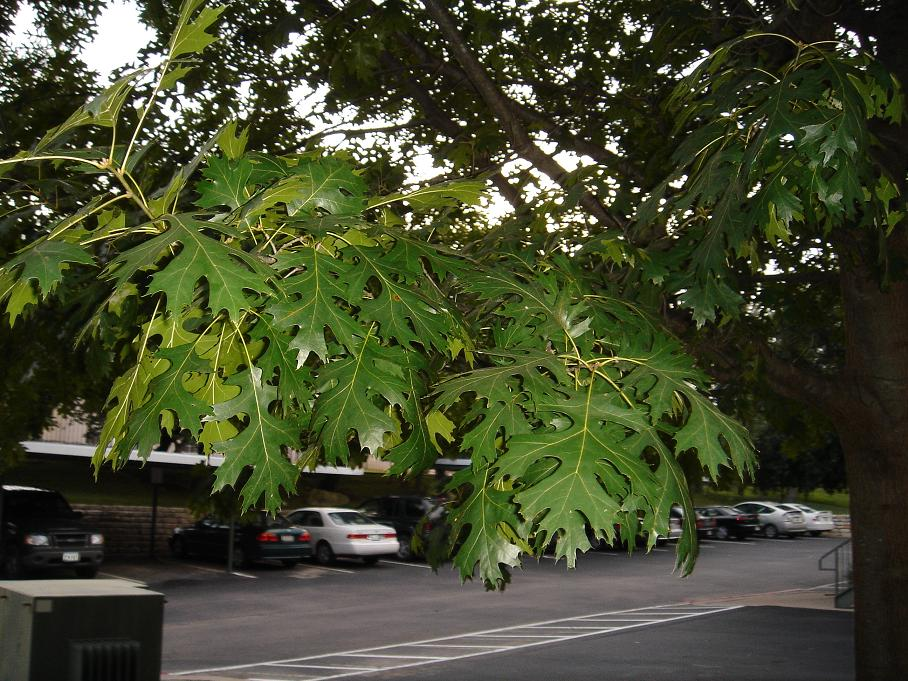
листя
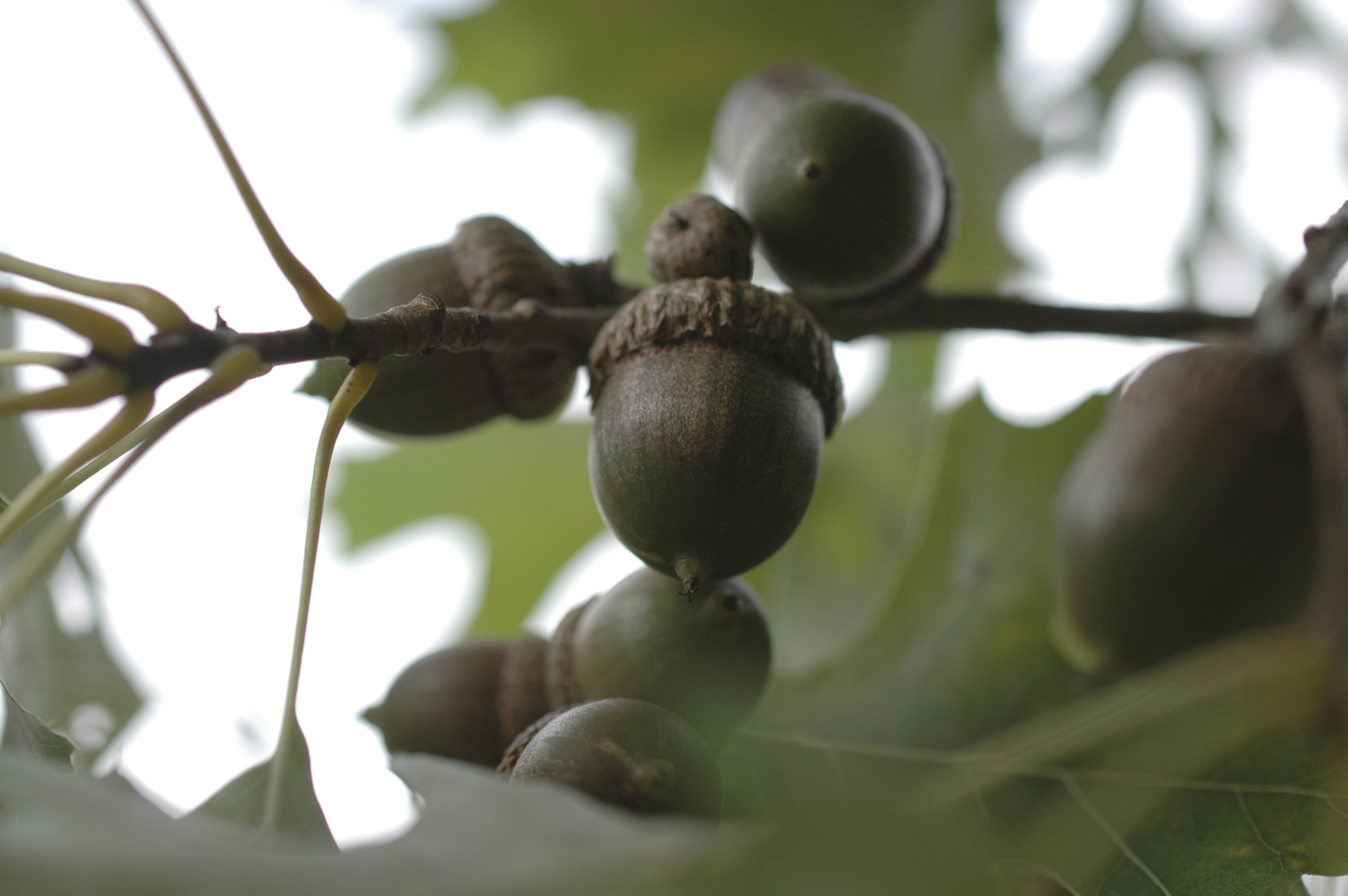
жолуді